# Stringer (film)
Ne doit pas être confondu avec The Stringer.
Pour les articles homonymes, voir Stringer.
Pour plus de détails, voir Fiche technique et Distribution.
Stringer est un film français réalisé par Klaus Biedermann, sorti en 1998.

## Synopsis
Filo (Elie Semoun) est caméraman et chasse le scoop avec un journaliste prêt à tout, Wolko (Burt Reynolds).

## Fiche technique
- Titre : Stringer, la mort en direct
- Réalisation : Klaus Biedermann
- Scénario : Jean-Paul Jody
- Fichier: Nattawut Kittikhun
- Production délégué : Paris New-York Production
- Coproduction ; M6 Films, Double A Films
- Producteurs délégués :  Claude Kunetz, Marc Piton
- Musique : Ludovic Sagnier
- Montage : Juliette Welfling
- Ingénieur du son : Matt Siegel
- Monteur son : Stéphane Brunclair
- Décors : Deana Sidney
- Société de distribution : Columbia France
- Pays d'origine : France
- Genre : Fiction et Thriller
- Durée : 80 minutes
- Date de sortie : 1998 (France)[1]

## Distribution
- Burt Reynolds : Wolko
- Elie Semoun : Filo
- Christina Perry :
- Jean-Michel Martial : Slide
- Vanessa Aspillaga : Dolores
- Veronica Diaz : danseur
- Margaret Emery : danseur
- Edie Falco : producteur TV
- Anna Levine : Ashley
- Yvette Mercedes : Nosy le voisin
- Mark A. Swinson : Le Videur 2